# إيملين أوبري
إيملين أوبري (بالإنجليزية: Emlyn Aubrey)‏ هو لاعب غولف أمريكي، ولد في 28 يناير 1964 في ريدينغ في الولايات المتحدة.

## وصلات خارجية
- إيملين أوبري على موقع رابطة لاعبي الغولف المحترفين (الإنجليزية)
- إيملين أوبري على موقع التصنيف العالمي الرسمي للغولف (الإنجليزية)